# Delanson
Delanson es una villa ubicada en el condado de Schenectady en el estado estadounidense de Nueva York. En el año 2000 tenía una población de 385 habitantes y una densidad poblacional de 238 personas por km².

## Geografía
Delanson se encuentra ubicada en las coordenadas 42°44′55″N 74°11′7″O / 42.74861, -74.18528.

## Demografía
Según la Oficina del Censo en 2000 los ingresos medios por hogar en la localidad eran de $58,036, y los ingresos medios por familia eran $60,000. Los hombres tenían unos ingresos medios de $38,889 frente a los $30 000 para las mujeres. La renta per cápita para la localidad era de $24,114. Alrededor del 0.5% de la población estaban por debajo del umbral de pobreza.